# Mohamed Saad Shehata
Mohamed Saad Shehata (ar. محمد سعد شحاته; ur. 8 lutego 1961) – egipski piłkarz grający na pozycji pomocnika. W swojej karierze rozegrał 3 mecze w reprezentacji Egiptu.

## Kariera klubowa
W swojej karierze piłkarskiej Shehata grał w klubie El Mokawloon SC.

## Kariera reprezentacyjna
W reprezentacji Egiptu Shehata zadebiutował 3 marca 1990 w przegranym 1:3 meczu Pucharu Narodów Afryki 1990 z Wybrzeżem Kości Słoniowej, rozegranym w Algierze. Na tym turnieju rozegrał jeszcze dwa mecze: z Nigerią (0:1) i z Algierią (0:2). Mecze w Pucharze Narodów Afryki były jego jedynymi rozegranymi w reprezentacji narodowej.